# Morti nel 1999/Settembre
| Questa pagina contiene informazioni ricavate automaticamente dalle voci biografiche con l'ausilio del template Bio e di un bot. L'aggiornamento è periodico e automatico e ricostruisce completamente la pagina. Se manca una persona in questa lista, sei pregato di non aggiungerla, ma accertati piuttosto che la sua voce biografica contenga il template Bio e che i dati anagrafici siano correttamente compilati. Se il template Bio manca, inseriscilo tu stesso o, in alternativa, metti l'avviso {{tmp\|Bio}} che ne segnala la mancanza. Se i dati riportati sono sbagliati, correggi direttamente la voce biografica; le modifiche saranno visibili in questa lista entro pochi giorni. Per chiarimenti vedi il progetto biografie. La lista contiene solo le 115 persone che sono citate nell'enciclopedia e per le quali è stato implementato correttamente il template Bio. Pagina aggiornata al 10 feb 2025. |

- 1º settembre - Doreen Valiente, scrittrice e poetessa britannica (n. 1922)
- 1º settembre - Michele Topa, giornalista e scrittore italiano (n. 1925)
- 2 settembre - Romolo Carboni, arcivescovo cattolico italiano (n. 1911)
- 2 settembre - Alteo Dolcini, storico e pubblicista italiano (n. 1923)
- 2 settembre - Margherita Guarducci, archeologa italiana (n. 1902)
- 2 settembre - Lajos Szűcs, sollevatore ungherese (n. 1946)
- 4 settembre - Emilio Aldecoa, calciatore e allenatore di calcio spagnolo (n. 1922)
- 4 settembre - Orlando Pereira, allenatore di calcio e calciatore brasiliano (n. 1949)
- 4 settembre - Zhao Ming, regista cinese (n. 1915)
- 5 settembre - Allen Funt, produttore televisivo, regista televisivo e sceneggiatore statunitense (n. 1914)
- 5 settembre - Walther Reyer, attore austriaco (n. 1922)
- 5 settembre - Leonid Sedov, fisico e matematico sovietico (n. 1907)
- 5 settembre - Geraldo de Proença Sigaud, arcivescovo cattolico brasiliano (n. 1909)
- 6 settembre - Steve Little, giocatore di football americano statunitense (n. 1956)
- 6 settembre - Tamás Mendelényi, schermidore ungherese (n. 1936)
- 6 settembre - Archimede Seguso, imprenditore italiano (n. 1909)
- 6 settembre - Paolo Ungari, politico italiano (n. 1933)
- 7 settembre - Aurelia Accame Bobbio, storica della letteratura italiana (n. 1911)
- 7 settembre - Thierry Claveyrolat, ciclista su strada e pistard francese (n. 1959)
- 7 settembre - Hugo del Vecchio, cestista argentino (n. 1928)
- 7 settembre - Bjarne Iversen, fondista norvegese (n. 1912)
- 8 settembre - Aleksandar Aranđelović, calciatore e allenatore di calcio jugoslavo (n. 1920)
- 8 settembre - Birgit Cullberg, coreografa svedese (n. 1908)
- 8 settembre - Ivanoe Fraizzoli, imprenditore e dirigente sportivo italiano (n. 1916)
- 8 settembre - Angelo Gandini, calciatore italiano (n. 1931)
- 8 settembre - Moondog, musicista statunitense (n. 1916)
- 9 settembre - Chili Bouchier, attrice britannica (n. 1909)
- 9 settembre - Piero Di Iorio, attore italiano (n. 1947)
- 9 settembre - Hugh Faulkner, cestista statunitense (n. 1929)
- 9 settembre - Catfish Hunter, giocatore di baseball statunitense (n. 1946)
- 9 settembre - Marco Papa, pilota motociclistico italiano (n. 1958)
- 9 settembre - Ruth Roman, attrice statunitense (n. 1922)
- 9 settembre - Arie de Vroet, allenatore di calcio e calciatore olandese (n. 1919)
- 9 settembre - Abd al-Latif Baghdadi, militare e politico egiziano (n. 1917)
- 9 settembre - Fons van der Stee, politico olandese (n. 1928)
- 10 settembre - Alfredo Kraus, tenore spagnolo (n. 1927)
- 11 settembre - Momčilo Đujić, militare e politico serbo (n. 1907)
- 11 settembre - Gonzalo Rodríguez, pilota automobilistico uruguaiano (n. 1971)
- 11 settembre - Cleveland Williams, pugile statunitense (n. 1933)
- 12 settembre - Bill Quackenbush, hockeista su ghiaccio canadese (n. 1922)
- 12 settembre - Allen Stack, nuotatore statunitense (n. 1928)
- 13 settembre - Roland Blanche, attore francese (n. 1943)
- 13 settembre - Benjamin Bloom, psicologo e pedagogista statunitense (n. 1913)
- 13 settembre - Elena Gatti Caporaso, politica italiana (n. 1918)
- 13 settembre - Vladimir Pogačić, regista cinematografico e sceneggiatore jugoslavo (n. 1919)
- 13 settembre - Ragnar Rygel, hockeista su ghiaccio e calciatore norvegese (n. 1930)
- 14 settembre - Jéhan Buhan, schermidore francese (n. 1912)
- 14 settembre - Charles Crichton, regista e montatore inglese (n. 1910)
- 14 settembre - Miguel Ángel Cuello, pugile argentino (n. 1946)
- 14 settembre - Philippe Dollinger, storico francese (n. 1904)
- 15 settembre - Juan Carlos Colman, calciatore argentino (n. 1922)
- 15 settembre - Zdeněk Jánoš, calciatore ceco (n. 1967)
- 15 settembre - Michel Pinseau, architetto francese (n. 1926)
- 15 settembre - Pëtr Šelochonov, attore e regista russo (n. 1929)
- 17 settembre - Riccardo Cucciolla, attore, doppiatore e direttore del doppiaggio italiano (n. 1924)
- 17 settembre - Harold Johnson, cestista statunitense (n. 1920)
- 17 settembre - François Müller, calciatore lussemburghese (n. 1927)
- 17 settembre - Henri Storck, artista belga (n. 1907)
- 17 settembre - Frankie Vaughan, cantante e attore britannico (n. 1928)
- 18 settembre - Leo Amberg, ciclista su strada svizzero (n. 1912)
- 18 settembre - Vito Angelini, politico e operaio italiano (n. 1931)
- 18 settembre - Gérard Landry, attore argentino (n. 1912)
- 18 settembre - Viktor Sergeevič Safronov, astronomo sovietico (n. 1917)
- 18 settembre - Nic Scheitler, sollevatore lussemburghese (n. 1910)
- 18 settembre - Leo Valiani, giornalista, antifascista e politico italiano (n. 1909)
- 18 settembre - Leszek Wodzyński, ostacolista polacco (n. 1946)
- 19 settembre - Livio Isotti, ciclista su strada italiano (n. 1927)
- 19 settembre - Arístides Isusi, cestista paraguaiano (n. 1932)
- 19 settembre - Kjell Kristiansen, calciatore norvegese (n. 1925)
- 19 settembre - Giulio Pediconi, architetto e urbanista italiano (n. 1906)
- 20 settembre - Edoardo Avalle, calciatore italiano (n. 1905)
- 20 settembre - Taheyya Kariokka, ballerina e attrice egiziana (n. 1915)
- 20 settembre - Willy Millowitsch, attore, regista e cantante tedesco (n. 1909)
- 20 settembre - Sandro Onofri, scrittore italiano (n. 1955)
- 20 settembre - Raisa Maksimovna Gorbačëva, filosofa sovietica (n. 1932)
- 21 settembre - Tamara Ivanovna Alëšina, attrice sovietica (n. 1919)
- 21 settembre - Piet Schoonenberg, presbitero e teologo olandese (n. 1911)
- 22 settembre - Tomoo Kudaka, calciatore giapponese (n. 1963)
- 22 settembre - Paul Magès, progettista francese (n. 1908)
- 22 settembre - Giancarlo Pallavicini, italiano (n. 1911)
- 22 settembre - George C. Scott, attore, regista e produttore cinematografico statunitense (n. 1927)
- 22 settembre - Vasilij Trofimov, calciatore sovietico (n. 1919)
- 23 settembre - Aulo Gelio Lucchi, calciatore italiano (n. 1925)
- 23 settembre - Ri Jong-ok, politico nordcoreano (n. 1916)
- 23 settembre - Cristiano Rodeghiero, fondista italiano (n. 1915)
- 24 settembre - Ester Boserup, economista danese (n. 1910)
- 24 settembre - Nándor Bán, calciatore e allenatore di calcio ungherese (n. 1911)
- 24 settembre - Anneli Cahn Lax, matematica statunitense (n. 1922)
- 24 settembre - José Garriga, cestista e allenatore di pallacanestro portoricano (n. 1915)
- 24 settembre - Robert Mantran, storico e turcologo francese (n. 1917)
- 24 settembre - Ettore Minoretti, paroliere italiano (n. 1910)
- 24 settembre - Filippo Murdaca, politico italiano (n. 1906)
- 24 settembre - Nives Poli, ballerina, coreografa e regista teatrale italiana (n. 1915)
- 25 settembre - Teodor Kocerka, canottiere polacco (n. 1927)
- 25 settembre - Guido Pontecorvo, genetista italiano (n. 1907)
- 25 settembre - Marion Zimmer Bradley, scrittrice, glottoteta e curatrice editoriale statunitense (n. 1930)
- 26 settembre - Enzo Carli, storico dell'arte e funzionario italiano (n. 1910)
- 26 settembre - Panos Koulermos, architetto italiano (n. 1933)
- 26 settembre - Malcolm MacDonald, allenatore di calcio e calciatore scozzese (n. 1913)
- 26 settembre - Valentino Martinelli, storico dell'arte e critico d'arte italiano (n. 1923)
- 27 settembre - Gino Colombo, politico, avvocato e dirigente pubblico italiano (n. 1928)
- 27 settembre - Jan Knudsen, calciatore norvegese (n. 1953)
- 28 settembre - Franco Caracciolo, direttore d'orchestra italiano (n. 1920)
- 28 settembre - Marilyn Silverstone, fotoreporter inglese (n. 1929)
- 29 settembre - Giorgio Calza Bini, architetto e urbanista italiano (n. 1908)
- 29 settembre - Andrij Romanovyč Chomyn, calciatore sovietico (n. 1968)
- 29 settembre - Gustavo Leigh, generale cileno (n. 1920)
- 29 settembre - Herman Monter, calciatore tedesco (n. 1926)
- 29 settembre - Mario Spagnol, editore italiano (n. 1930)
- 30 settembre - Nikolaj Annenkov, attore sovietico (n. 1899)
- 30 settembre - Edward C. Banfield, sociologo e politologo statunitense (n. 1916)
- 30 settembre - Connie Eaton, cantante statunitense (n. 1950)
- 30 settembre - Dmitrij Sergeevič Lichačëv, filologo russo (n. 1906)
- 30 settembre - Camillo Marino, critico cinematografico, sceneggiatore e giornalista italiano (n. 1925)
- 30 settembre - Osvaldo Baliza, calciatore brasiliano (n. 1923)